# Courgeon
Pour le village de Charente-Maritime, voir Saint-Pierre-de-Juillers.
Courgeon est une commune française, située dans le département de l'Orne en région Normandie, peuplée de 351 habitants.

## Géographie
La commune fait partie du canton et de l'arrondissement de Mortagne dans la région naturelle du Perche. Le petit bourg de Courgeon se situe à environ sept kilomètres au sud-est de Mortagne, sur la route départementale no 10 de Mortagne à Rémalard. Le territoire couvre une superficie de 1 041 ha à une altitude comprise entre 144 et 193 mètres.
Le village est en partie bâti sur des marnières. En 2016, certaines zones ont été déclarées en « danger grave et imminent ».
| Loisail   | Saint-Mard-de-Réno | Saint-Mard-de-Réno, La Chapelle-Montligeon |
| Réveillon | Courgeon           | La Chapelle-Montligeon                     |
| Comblot   | Mauves-sur-Huisne  | Corbon                                     |

### Hydrographie
La commune est située dans le bassin Loire-Bretagne. Elle est drainée par la Chippe, la Villette, le ruisseau la Chippe et la Gironde,.
La Chippe, d'une longueur de 12 km, prend sa source dans la commune de Saint-Langis-lès-Mortagne et se jette  dans l'Huisne en limite de Mauves-sur-Huisne et de Comblot, après avoir traversé six communes. 
La Villette, d'une longueur de 17 km, prend sa source dans la commune de Tourouvre au Perche et se jette  dans l'Huisne à Corbon, après avoir traversé six communes. 

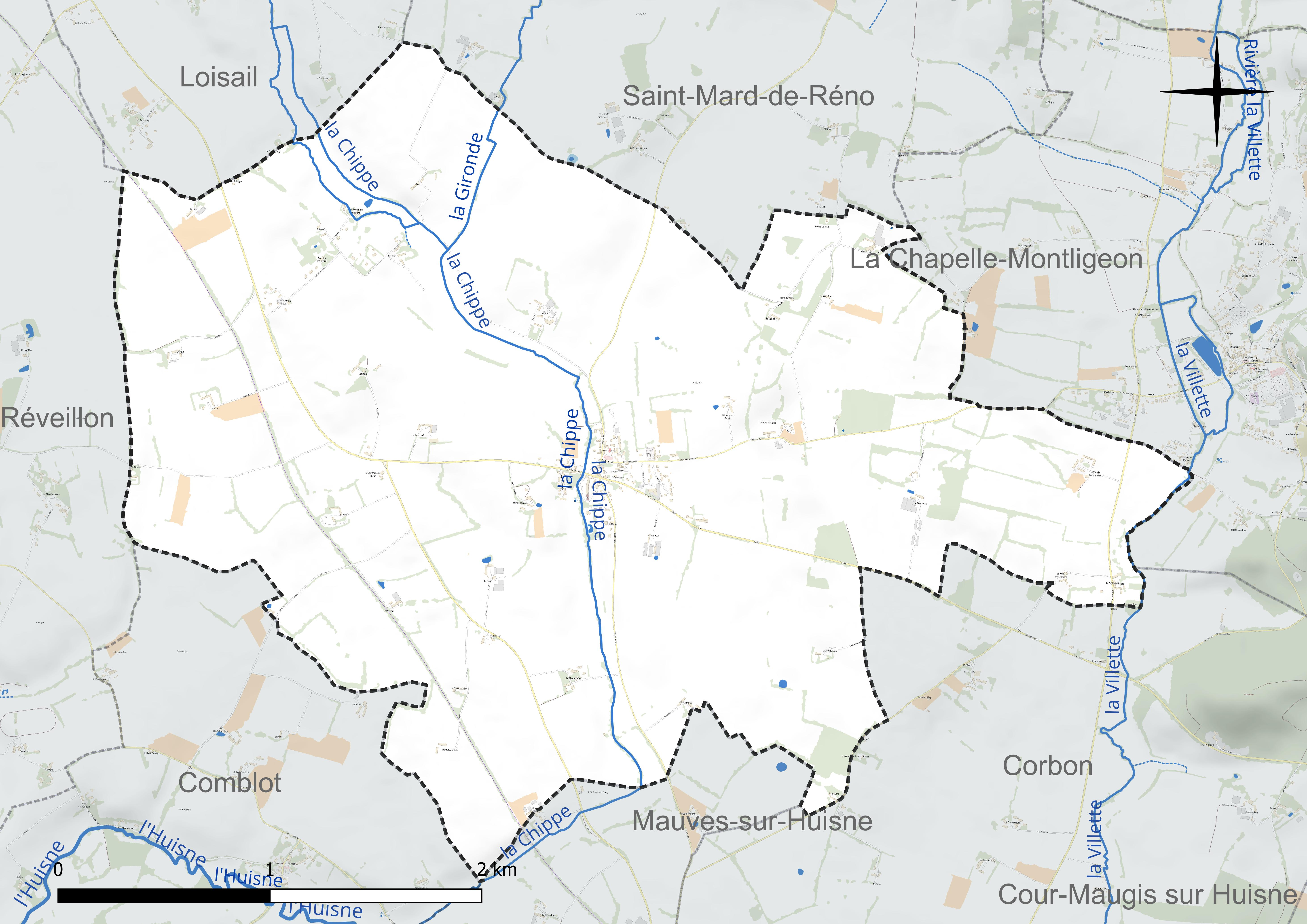
Réseau hydrographique de Courgeon.

### Climat
Pour des articles plus généraux, voir Climat de la Normandie et Climat de l'Orne.
En 2010, le climat de la commune est de type climat océanique dégradé des plaines du Centre et du Nord, selon une étude du CNRS s'appuyant sur une série de données couvrant la période 1971-2000. En 2020, Météo-France publie une typologie des climats de la France métropolitaine dans laquelle la commune est exposée à un climat océanique altéré et est dans la région climatique Normandie (Cotentin, Orne), caractérisée par une pluviométrie relativement élevée (850 mm/a) et un été frais (15,5 °C) et venté. Parallèlement le GIEC normand, un groupe régional d’experts sur le climat, différencie quant à lui, dans une étude de 2020, trois grands types de climats pour la région Normandie, nuancés à une échelle plus fine par les facteurs géographiques locaux. La commune est, selon ce zonage, exposée à un « climat contrasté des collines », correspondant au Pays d'Ouche et au Perche et bénéficiant d’un caractère continental affirmé avec des précipitations atténuées et des amplitudes thermiques fortes.
Pour la période 1971-2000, la température annuelle moyenne est de 10,5 °C, avec une amplitude thermique annuelle de 14,1 °C. Le cumul annuel moyen de précipitations est de 767 mm, avec 11,8 jours de précipitations en janvier et 7,9 jours en juillet. Pour la période 1991-2020, la température moyenne annuelle observée sur la station météorologique la plus proche, située sur la commune de Mortagne-au-Perche à 7 km à vol d'oiseau, est de 11,5 °C et le cumul annuel moyen de précipitations est de 802,0 mm,. Pour l'avenir, les paramètres climatiques de la commune estimés pour 2050 selon différents scénarios d’émission de gaz à effet de serre sont consultables sur un site dédié publié par Météo-France en novembre 2022.

## Urbanisme

### Typologie
Au 1er janvier 2024, Courgeon est catégorisée commune rurale à habitat dispersé, selon la nouvelle grille communale de densité à sept niveaux définie par l'Insee en 2022.
Elle est située hors unité urbaine. Par ailleurs la commune fait partie de l'aire d'attraction de Mortagne-au-Perche, dont elle est une commune de la couronne,. Cette aire, qui regroupe 25 communes, est catégorisée dans les aires de moins de 50 000 habitants,.

### Occupation des sols
L'occupation des sols de la commune, telle qu'elle ressort de la base de données européenne d’occupation biophysique des sols Corine Land Cover (CLC), est marquée par l'importance des territoires agricoles (100 % en 2018), une proportion identique à celle de 1990 (100 %). La répartition détaillée en 2018 est la suivante : 
terres arables (73,9 %), prairies (22,6 %), zones agricoles hétérogènes (3,5 %). L'évolution de l’occupation des sols de la commune et de ses infrastructures peut être observée sur les différentes représentations cartographiques du territoire : la carte de Cassini (XVIIIe siècle), la carte d'état-major (1820-1866) et les cartes ou photos aériennes de l'IGN pour la période actuelle (1950 à aujourd'hui).

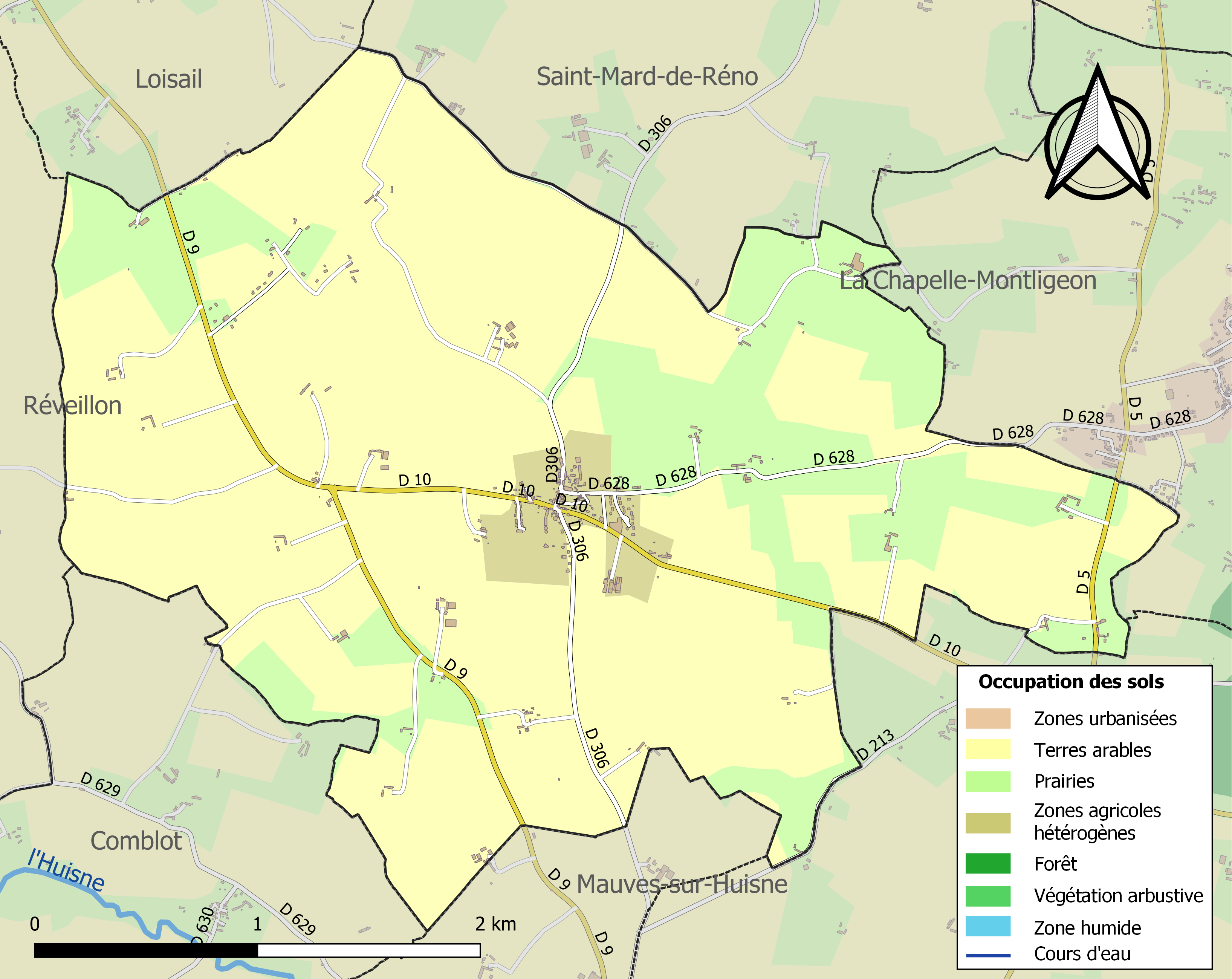
Carte des infrastructures et de l'occupation des sols de la commune en 2018 (CLC).

## Toponymie
Le nom primaire de la localité est attesté sous l'antique toponyme Curtis Saxonis (« domaine des  Saxons ») vers 823-828,.
Le toponyme est issu d'un anthroponyme latin ou roman, tel que Curvius(courbé), Corbio(n) ou Corvius.
Le gentilé est Courgeonnais.

## Histoire
Courgeon, l'antique Curtis Sasonien, possédait un atelier de frappe monétaire actif sous les Carolingiens, notamment sous le règne de Charles le Chauve (840-877). Il y avait sur le territoire au XIIe siècle un château féodal, et ses seigneurs figurent parmi les bienfaiteurs de la léproserie de Chartrage, de la calende du Corbonnais et de la collégiale de Toussaint de Mortagne[réf. nécessaire].

## Politique et administration
| Période                                  | Période       | Identité         | Étiquette | Qualité           |
| ---------------------------------------- | ------------- | ---------------- | --------- | ----------------- |
| 1989                                     | décembre 2014 | Pierre Béquet    | SE        | Chef d'entreprise |
| mars 2015                                | En cours      | Philippe Mercier | SE        | Agriculteur       |
| Les données manquantes sont à compléter. |               |                  |           |                   |

Le conseil municipal est composé de onze membres dont le maire et deux adjoints.

## Démographie
L'évolution du nombre d'habitants est connue à travers les recensements de la population effectués dans la commune depuis 1793. Pour les communes de moins de 10 000 habitants, une enquête de recensement portant sur toute la population est réalisée tous les cinq ans, les populations de référence des années intermédiaires étant quant à elles estimées par interpolation ou extrapolation. Pour la commune, le premier recensement exhaustif entrant dans le cadre du nouveau dispositif a été réalisé en 2006.
En 2022, la commune comptait 351 habitants, en évolution de −5,39 % par rapport à 2016 (Orne : −3,21 %, France hors Mayotte : +2,11 %).
Courgeon a compté jusqu'à 517 habitants en 1851.
| 1793 | 1800 | 1806 | 1821 | 1836 | 1841 | 1846 | 1851 | 1856 |
| ---- | ---- | ---- | ---- | ---- | ---- | ---- | ---- | ---- |
| 503  | 406  | 453  | 451  | 485  | 503  | 507  | 517  | 495  |

| 1861 | 1866 | 1872 | 1876 | 1881 | 1886 | 1891 | 1896 | 1901 |
| ---- | ---- | ---- | ---- | ---- | ---- | ---- | ---- | ---- |
| 475  | 466  | 489  | 475  | 455  | 440  | 428  | 440  | 415  |

| 1906 | 1911 | 1921 | 1926 | 1931 | 1936 | 1946 | 1954 | 1962 |
| ---- | ---- | ---- | ---- | ---- | ---- | ---- | ---- | ---- |
| 408  | 393  | 331  | 327  | 320  | 300  | 335  | 342  | 324  |

| 1968 | 1975 | 1982 | 1990 | 1999 | 2006 | 2011 | 2016 | 2021 |
| ---- | ---- | ---- | ---- | ---- | ---- | ---- | ---- | ---- |
| 320  | 269  | 297  | 285  | 307  | 346  | 368  | 371  | 356  |

| 2022 | - | - | - | - | - | - | - | - |
| ---- | - | - | - | - | - | - | - | - |
| 351  | - | - | - | - | - | - | - | - |

## Lieux et monuments
- Église Notre-Dame du XIe siècle. Son clocher du XVIIe fait l'objet d'un classement au titre des Monuments historiques depuis le 17 juillet 1926[34]. Un vitrail du XVIe siècle, les fonts baptismaux du XVe et le maitre-autel et son retable, du XVIe, sont classés à titre d'objets[35].
- Collège de 1607, fondée par Pierre Guillou.

## Activité, labels et manifestations

### Labels
La commune est un village fleuri (trois fleurs) au concours des villes et villages fleuris.

## Héraldique
| Blason de Courgeon | Blason  | D'azur à la gerbe d'or liée de deux nœuds de gueules sur les côtés et accompagnée de trois fleurs de lis d'or. |
| Blason de Courgeon | Détails | Le statut officiel du blason reste à déterminer.                                                               |